# Sandra Drzymalska
Sandra Drzymalska (ur. 24 lipca 1993 w Wejherowie) – polska aktorka.

## Życiorys
Jej ojciec jest mechanikiem samochodowym, a matka pielęgniarką. Ma dwóch młodszych braci, którzy są zawodowo związani z branżą samochodową.
Jest absolwentką I Liceum Ogólnokształcącego im. Króla Jana III Sobieskiego w Wejherowie (2012), gdzie stawiała pierwsze kroki w szkolnym teatrze. W 2017 ukończyła studia na Wydziale Aktorskim Akademii Sztuk Teatralnych im. Stanisława Wyspiańskiego w Krakowie. Wcześniej zadebiutowała w etiudzie Raj Nastazjii Gonery z 2014, po czym zagrała Olę Kaczmarek, jedną z głównych ról w serialu Canal+ Belfer (2016). W serialu TVP1 pt. Stulecie Winnych (2019–2020) wcielała się w rolę Łucji Koszykowskiej, córki Władzi i Stanisława, a w serialu Polsat Box Go i Polsatu pt. Mental (2021) wcielała się w rolę Marii Kuleszy.
W latach 2021–2023 grała główną rolę Moniki Nowickiej w serialu Netfliksa pt. Sexify. W 2022 zagrała Kasandrę w nominowanym do Oscara filmie Jerzego Skolimowskiego Io, z kolei w 2023 wcieliła się w rolę dziennikarki Anki Modzelewskiej w filmie Pan Samochodzik i templariusze.
W 2024 roku za rolę w filmie Biała odwaga otrzymała nagrodę na Festiwalu Polskich Filmów Fabularnych w Gdyni za pierwszoplanową rolę kobiecą. Odegrała także postać Simony Kossak w filmie o tym samym tytule.
W czerwcu 2025 roku poinformowano, że w 2026 roku wcieli się w główną rolę Izabeli Łęckiej w serialowej adaptacji Lalki tworzonej przez Netfliksa i Akson Studio.

## Filmografia
| Rok       | Tytuł                           | Rola                         | Uwagi                                                                                       |
| --------- | ------------------------------- | ---------------------------- | ------------------------------------------------------------------------------------------- |
| 2014      | Raj                             | Mysza                        | etiuda szkolna                                                                              |
| 2015      | Listy do M. 2                   | Justyna                      |                                                                                             |
| 2016      | Strażacy                        | Mika, dziewczyna Norberta    | odc. 17                                                                                     |
| 2016      | Smoleńsk                        | protestująca dziewczyna      |                                                                                             |
| 2016      | Belfer                          | Ola Kaczmarek                |                                                                                             |
| 2017      | Amok                            | Mary, bohaterka książki Bali |                                                                                             |
| 2017      | Ultraviolet                     | Julka                        | odc. 7                                                                                      |
| 2017      | Jest naprawdę ekstra            | Iga                          | etiuda szkolna                                                                              |
| 2017      | Miszka                          |                              | etiuda szkolna                                                                              |
| 2017      | Róża wiatrów                    | Zuzia, dziewczyna Adama      | etiuda szkolna                                                                              |
| 2017      | Tato                            |                              | etiuda szkolna                                                                              |
| 2018      | Chłopcy z motylkami             | Klaudia                      | film krótkometrażowy                                                                        |
| 2018      | Portret                         |                              | etiuda szkolna                                                                              |
| 2018      | Zabawy w dom                    | Zenka                        | spektakl telewizyjny                                                                        |
| 2019–2020 | Stulecie Winnych                | Łucja Koszykowska            |                                                                                             |
| 2019      | Powrót                          | Urszula Wysocka              |                                                                                             |
| 2019      | 39 i pół tygodnia               | Karola, córka Ewy            |                                                                                             |
| 2019      | Rykoszety                       | kobieta za ścianą            | film krótkometrażowy                                                                        |
| 2019      | Sole                            | Lena                         |                                                                                             |
| 2020      | Psy 3. W imię zasad             | prostytutka Sandra           |                                                                                             |
| 2020      | W głębi lasu                    | Klaudia Broniarek            | odc. 1–2                                                                                    |
| 2020      | We Have One Heart               |                              | film dokumentalny                                                                           |
| 2021      | Każdy ma swoje lato             | Agata                        |                                                                                             |
| 2021–2023 | Sexify                          | Monika Nowicka               |                                                                                             |
| 2021      | Szadź 2                         | Roma Sośnicka                |                                                                                             |
| 2021      | Ostatni komers                  | Monika, siostra Kuby         |                                                                                             |
| 2021      | Najmro. Kocha, kradnie, szanuje | „Młoda”                      |                                                                                             |
| 2021      | Mental                          | Maria Kulesza                |                                                                                             |
| 2022      | Iluzja                          | Magda, koleżanka Karoliny    |                                                                                             |
| 2022      | Io                              | Kasandra                     |                                                                                             |
| 2023      | Filip                           | Marlena                      |                                                                                             |
| 2023      | #BringBackAlice                 | Oliwia Górska                |                                                                                             |
| 2023      | Pan Samochodzik i templariusze  | Anka Modzelewska             |                                                                                             |
| 2024      | Biała odwaga                    | Bronka Wetula                | 2024: nagroda Festiwalu Polskich Filmów Fabularnych w Gdyni za pierwszoplanową rolę kobiecą |
| 2024      | Simona Kossak                   | Simona Kossak                |                                                                                             |
| 2024      | Treasure                        | Anna                         |                                                                                             |
| 2026      | Lalka                           | Izabela Łęcka                |                                                                                             |

## Nagrody i wyróżnienia
- 2017: wyróżnienie za osobowość i talent bijący z ekranu na Koszalińskim Festiwalu Debiutów Filmowych „Młodzi i Film” za film Jest naprawdę ekstra[4],
- 2019: wyróżnienie specjalne na Festival du Nouveau Cinema w Montrealu za film Sole[4],
- 2020: wyróżnienie aktorskie w Konkursie Filmów Mikrobudżetowych na Festiwalu Polskich Filmów Fabularnych  za filmy Ostatni komers i Każdy ma swoje lato[4],
- 2021: specjalny „Złoty Anioł Bella Women” na Tofifest[4],
- 2022: Kryształowa Gwiazda „Elle” na Festiwalu Polskich Filmów Fabularnych[4],
- 2023: nominacja do Orła za najlepszą główną rolę kobiecą za film Io[4],
- 2023: nagroda „Spectrum Pomorze” na Sopot Film Festival[4].